# Marklovice (Těšín)
Marklovice (polsky Marklowice, německy Marklowitz) jsou čtvrť Těšína rozkládající se na severním okraji města na silnici do Karviné a železniční trati do Žibřidovic. Leží na řece Olši, která tu je zároveň státní hranicí mezi Polskem a Českou republikou, sousedí na severu s Pohvizdovem, na západě s Chotěbuzí a Loukami nad Olší, na jihu a východě pak s čtvrtěmi Bohušovice a Kalubice.
První zmínka o obci pochází z roku 1523. Po rozdělení Těšínska v roce 1920 se Marklovice ocitly na polské straně hranice. V roce 1973 byly připojeny k Těšínu. Roku 1997 na území sídelní jednotky Marklowice žilo 590 obyvatel.
V Marklovicích se nacházejí průmyslové závody PPG Polifarb Cieszyn SA vyrábějící barvy a laky (areál byl postaven mezi lety 1962 až 1968) a také plynový vrt. V jižní části čtvrti se rozkládá přírodní rezervace Kopce s jeskyní zvanou Ondrášova díra a na tzv. Loukách na Kopcích byla postavena motokrosová trať.
Zdejší železniční stanice byla původně součástí trati Kunčice – Suchá – Těšín, zprovozněné v roce 1911. Po vzniku státní hranice na Olši byla vybudována přeložka přes Chotěbuz a Marklovice napojeny až roku 1934 na novou trať Těšín – Žibřidovice.